# Nominalizm pieniężny
Nominalizm pieniężny – rodzaj zasady prawnej, która umożliwia dłużnikowi zwolnienie się ze zobowiązania pieniężnego przez zapłatę wierzycielowi swojego długu w wysokości, w jakiej został zaciągnięty, bez uwzględniania ewentualnych zmian wartości pieniądza (które mogły zajść od momentu zaciągnięcia długu do momentu spłaty).
Zasada ta nie uwzględnia zmiany siły nabywczej pomiędzy powstaniem zobowiązania a jego wykonaniem. Przeciwieństwem zasady nominalizmu pieniężnego jest zasada waloryzacji świadczeń pieniężnych.